# 榮慶 (嘉慶進士)
榮慶（1782年—？），字錫晉，号錦堂，石氏，内务府正黄旗蒙古人。嘉慶五年（1800）庚申科舉人，十三年（1808）戊辰科進士。

## 家族
- 太高祖棟鼐。
- 高祖噶爾瑪。
- 曾祖什寶，内务府坐办堂郎中；
- 祖嵩貴，乾隆辛巳进士；
- 父豫順，内务府造办处笔帖式；
- 嫡母王氏，其父内务府正白旗汉军、四川布政使王站柱；胞兄广西布政使王長齡；胞兄王鶴齡，妻杨氏（父内务府正黄旗汉军、兵部侍郎虔礼宝，即光緒十五年（1889年）己丑科进士杨钟羲高祖），其孙末任驻藏大臣联豫。
- 生母槐氏；
- 嫡堂弟海晏，景山官学生。[2]
- 胞姊石氏，嫁内务府镶黄旗汉军、廣東粤海關監督刘氏豫堃（父銘慎，胞叔嘉慶十四年（1809年）己巳恩科进士敏惪）。